# Les Nouvelles Aventures du capitaine Blood
Les Nouvelles Aventures du Capitaine Blood (Fortunes of Captain Blood) est un film américain réalisé par Gordon Douglas, sorti en 1950.

## Fiche technique
Source principale de la fiche technique
- Titre : Les Nouvelles Aventures du Capitaine Blood
- Titre original : Fortunes of Captain Blood
- Réalisation : Gordon Douglas
- Scénario : Frank Burt, Michael Hogan (en) et Robert Libott, adapté du roman Captain Blood de Rafael Sabatini
- Musique : Paul Sawtell
- Direction artistique : George Brooks
- Décors de plateau : Frank Tuttle
- Costumes : Jean Louis
- Photographie : George E. Diskant
- Son :
- Montage : Gene Havlick
- Production : Harry Joe Brown
- Société de production : Columbia Pictures Corporation
- Distribution :  États-Unis : Columbia Pictures (exploitation au cinéma) et Sony Pictures Home Entertainment (exploitation DVD)
- Budget :
- Pays :  États-Unis
- Format : Noir et blanc - Son : Monophonique - 1,37:1 - Format 35 mm
- Genre : Film d'aventure
- Durée : 91 minutes
- Dates de sortie :
  - États-Unis : 19 mai 1950
  - France : 27 juillet 1951
- Affiche : Jacques Bonneaud (France)

## Distribution
- Louis Hayward : Capitaine Peter Blood
- Patricia Medina : Isabelita Sotomayor
- George Macready : Marquis de Riconete
- Alfonso Bedoya : Carmilio, Prison Overseer
- Dona Drake : Pepita Maria Rosados
- Lowell Gilmore : George Fairfax
- Wilton Graff : Capitaine Alvarado
- Curt Bois : Roi Charles II d'Angleterre
- Lumsden Hare : Tom Mannering
- Billy Bevan : Billy Bragg
- Harry Cording : Will Ward
- Duke York : Andrew Hardy
- Sven Hugo Borg : Swede
- Martin Garralaga : Antonio Viamonte
- James Fairfax : Nat Russell
- Alberto Morin : Miguel Gonzáles

Acteurs non crédités
- David Bond : un lieutenant
- Nestor Paiva : Capitaine du navire espagnol
- Georges Renavent : Comte Harrouch

## Autour du film
- Le film fut produit du 8 novembre 1949 au 10 décembre 1949[2].
- Le film possède une suite nommé Captain Pirate, réalisé par Ralph Murphy, sorti en 1952.